# 朝比奈村 (静岡県志太郡)
朝比奈村（あさひなむら）は、かつて静岡県志太郡にあった村。
現在の藤枝市岡部町羽佐間、岡部町殿、岡部町野田沢、岡部町新舟、岡部町宮島、岡部町玉取、岡部町青羽根に当たる。

## 歴史
- 1889年（明治22年）10月1日 宮島村、新舟村、野田沢村、羽佐間村、殿村、青羽根村、玉取村が合併し、朝夷村が成立。
- 1891年（明治24年）6月11日 朝夷村が朝比奈村に改称。
- 1955年（昭和30年）3月31日 岡部町と合併し、岡部町（現・藤枝市）となる。

## 学校
- 朝比奈第一小学校
- 朝比奈中学校（1980年廃止）